# Campionati del mondo di atletica leggera 2013 - Getto del peso maschile
La competizione si è svolta tra il giovedì 15 agosto 2013, con le qualificazioni, ed il venerdì 16 agosto con la finale.

## Podio
| Pos.    | Atleta          | Nazionalità | Misura  |
| ------- | --------------- | ----------- | ------- |
| Oro     | David Storl     | Germania    | 21,73 m |
| Argento | Ryan Whiting    | Stati Uniti | 21,57 m |
| Bronzo  | Dylan Armstrong | Canada      | 21,34 m |

## Situazione pre-gara

### Record
Prima di questa competizione, il record del mondo (WR) e il record dei campionati (CR) erano i seguenti.
| Record                | Prestazione | Atleta                   | Data                                           | Competizione              |
| --------------------- | ----------- | ------------------------ | ---------------------------------------------- | ------------------------- |
| Record mondiale       | 23,12 m     | Randy Barnes Stati Uniti | 20 maggio 1990 Westwood, Stati Uniti d'America |                           |
| Record dei campionati | 22,23 m     | Werner Günthör Svizzera  | 29 agosto 1987 Roma, Italia                    | Campionati del mondo 1987 |

### Campioni in carica
I campioni in carica, a livello mondiale e olimpico, erano:
| Campione | Atleta                  | Prestazione | Data                                  | Competizione               |
| -------- | ----------------------- | ----------- | ------------------------------------- | -------------------------- |
| Olimpico | Tomasz Majewski Polonia | 21,89 m     | 3 agosto 2012 Londra, Regno Unito     | Giochi della XXX Olimpiade |
| Mondiale | David Storl Germania    | 21,78 m     | 2 settembre 2011 Taegu, Corea del Sud | Campionati del mondo 2011  |

### La stagione
Prima di questa gara, gli atleti con le migliori tre prestazioni dell'anno erano:
| Pos. | Atleta                    | Prestazione | Data                                    |
| ---- | ------------------------- | ----------- | --------------------------------------- |
| 1    | Ryan Whiting Stati Uniti  | 22,28 m     | 10 maggio 2013 Doha, Qatar              |
| 2    | Reese Hoffa Stati Uniti   | 21,71 m     | 27 aprile 2011 Des Moines, Stati Uniti  |
| 3    | Ladislav Prášil Rep. Ceca | 21,47 m     | 20 aprile 2013 Potchefstroom, Sudafrica |

Altri sette atleti hanno lanciato sopra i 21,00 metri.

## Qualificazioni
La qualificazione si è svolta con gli atleti divisi in due gruppi (A e B), a partire dalle 10:20 del 15 agosto 2013.
Si qualificano per la finale i concorrenti che ottengono una misura di almeno 20,65 m; in mancanza di 12 qualificati, accedono alla finale i primi 12 atleti della qualificazione.
| Pos | Gruppo | Atleta                       | Paese                | 1ª prova | 2ª prova | 3ª prova | Risultato | Note |
| --- | ------ | ---------------------------- | -------------------- | -------- | -------- | -------- | --------- | ---- |
| 1   | B      | Ryan Whiting                 | Stati Uniti          | 21,51 m  |          |          | 21,51 m   | Q    |
| 2   | A      | Ladislav Prášil              | Rep. Ceca            | 20,90 m  |          |          | 20,90 m   | Q    |
| 3   | B      | Tomasz Majewski              | Polonia              | 20,02 m  | 20,76 m  |          | 20,76 m   | Q    |
| 4   | B      | David Storl                  | Germania             | 20,29 m  | 20,22 m  | 20,71 m  | 20,71 m   | Q    |
| 5   | A      | Reese Hoffa                  | Stati Uniti          | 20,33 m  | 20,24 m  | 20,42 m  | 20,42 m   | q    |
| 6   | A      | Georgi Ivanov                | Bulgaria             | x        | 20,40 m  | 19,97 m  | 20,40 m   | q    |
| 7   | B      | Dylan Armstrong              | Canada               | 19,95 m  | 20,39 m  | 20,35 m  | 20,39 m   | q    |
| 8   | B      | Cory Martin                  | Stati Uniti          | 20,18 m  | 19,98 m  | 20,18 m  | 20,18 m   | q    |
| 9   | B      | Germán Lauro                 | Argentina            | 20,09 m  | 20,07 m  | 19,88 m  | 20,09 m   | q    |
| 10  | A      | Asmir Kolašinac              | Serbia               | x        | 19,74 m  | 20,07 m  | 20,07 m   | q    |
| 11  | B      | Martin Stašek                | Rep. Ceca            | 19,60 m  | 19,80 m  | 20,04 m  | 20,04 m   | q    |
| 12  | A      | Antonín Žalský               | Rep. Ceca            | 19,59 m  | 19,28 m  | 19,76 m  | 19,76 m   | q    |
| 13  | A      | Maksim Sidorov               | Russia               | 19,34 m  | 19,63 m  | x        | 19,63 m   |      |
| 14  | B      | Leif Arrhenius               | Svezia               | 19,27 m  | 19,08 m  | 19,53 m  | 19,53 m   |      |
| 15  | A      | Orazio Cremona               | Sudafrica            | 19,39 m  | 19,42 m  | 19,23 m  | 19,42 m   |      |
| 16  | A      | Marco Fortes                 | Portogallo           | 19,38 m  | 19,19 m  | x        | 19,38 m   |      |
| 17  | A      | Jakub Szyszkowski            | Polonia              | 19,36 m  | 19,26 m  | x        | 19,36 m   |      |
| 18  | B      | Sultan Abdulmajeed Alhabashi | Arabia Saudita       | 18,80 m  | 19,22 m  | 17,88 m  | 19,22 m   |      |
| 19  | B      | Hamza Alić                   | Bosnia ed Erzegovina | 19,18 m  | x        | x        | 19,18 m   |      |
| 20  | A      | O'Dayne Richards             | Giamaica             | 19,08 m  | 18,89 m  | 18,86 m  | 19,08 m   |      |
| 21  | B      | Aleksandr Lesnoj             | Russia               | 19,01 m  | x        | x        | 19,01 m   |      |
| 22  | A      | Kemal Mešić                  | Bosnia ed Erzegovina | 18,98 m  | x        | x        | 18,98 m   |      |
| 23  | B      | Borja Vivas                  | Spagna               | x        | 18,95 m  | 18,97 m  | 18,97 m   |      |
| 24  | A      | Tim Nedow                    | Canada               | x        | 18,72 m  | 18,52 m  | 18,72 m   |      |
| 25  | A      | Marin Premeru                | Croazia              | x        | 18,71 m  | x        | 18,71 m   |      |
| 26  | A      | Zach Lloyd                   | Stati Uniti          | 18,40 m  | x        | 18,63 m  | 18,63 m   |      |
| 27  | B      | Soslan Cirichov              | Russia               | 18,53 m  | x        | 18,41 m  | 18,53 m   |      |
|     | B      | Pavel Lyžyn                  | Bielorussia          | x        | x        | x        | NM        |      |
|     | B      | Raymond Brown                | Giamaica             |          |          |          | DNS       |      |

Legenda: 
- x = Lancio nullo;
- Q = Qualificato direttamente;
- q = Ripescato;
- RN = Record nazionale;
- RP = Record personale;
- PS = Personale stagionale;
- NM = Nessun lancio valido;
- DNS = Non è sceso in pedana.

## Finale
La finale si è svolta a partire dalle 20:10 del 16 agosto 2013 ed è terminata dopo un'ora circa.

I migliori 8 classificati dopo i primi tre lanci accedono ai tre lanci di finale.
| Pos.   | Atleta          | Nazionalità | 1ª prova | 2ª prova | 3ª prova | 4ª prova | 5ª prova | 6ª prova | Misura  | Note                                     |
| ------ | --------------- | ----------- | -------- | -------- | -------- | -------- | -------- | -------- | ------- | ---------------------------------------- |
| center | David Storl     | Germania    | 21,19 m  | 21,24 m  | x        | 21,73 m  | x        | x        | 21,73 m | Miglior prestazione personale stagionale |
| center | Ryan Whiting    | Stati Uniti | 21,57 m  | x        | 21,35 m  | 21,20 m  | x        | 21,22 m  | 21,57 m |                                          |
| center | Dylan Armstrong | Canada      | 20,38 m  | 21,10 m  | 20,73 m  | 20,87 m  | 21,34 m  | 20,46 m  | 21,34 m | Miglior prestazione personale stagionale |
| 4      | Reese Hoffa     | Stati Uniti | 20,59 m  | 21,12 m  | x        | 20,72 m  | 20,64 m  | x        | 21,12 m |                                          |
| 5      | Ladislav Prášil | Rep. Ceca   | 20,60 m  | 20,98 m  | 20,89 m  | 20,76 m  | 20,83 m  | 20,93 m  | 20,98 m |                                          |
| 6      | Tomasz Majewski | Polonia     | 20,46 m  | 20,89 m  | x        | 20,91 m  | 20,98 m  | x        | 20,98 m | Miglior prestazione personale stagionale |
| 7      | Germán Lauro    | Argentina   | 19,69 m  | 20,26 m  | 19,23 m  | 20,40 m  | 19,30 m  | 20,06 m  | 20,40 m |                                          |
| 8      | Georgi Ivanov   | Bulgaria    | 20,29 m  | x        | 20,39 m  | x        | 20,19 m  | x        | 20,39 m |                                          |
| 9      | Cory Martin     | Stati Uniti | 20,09 m  | x        | 20,06 m  |          |          |          | 20,09 m |                                          |
| 10     | Asmir Kolašinac | Serbia      | 19,96 m  | 19,78 m  | x        |          |          |          | 19,96 m |                                          |
| 11     | Antonín Žalský  | Rep. Ceca   | 19,54 m  | x        | x        |          |          |          | 19,54 m |                                          |
| 12     | Martin Stašek   | Rep. Ceca   | 19,10 m  | x        | x        |          |          |          | 19,10 m |                                          |

Legenda: 
- x = Lancio nullo;
- RN = Record nazionale;
- RP = Record personale;
- PS = Personale stagionale;
- NM = Nessun lancio valido;
- DNS = Non è sceso in pedana.